# 시나족

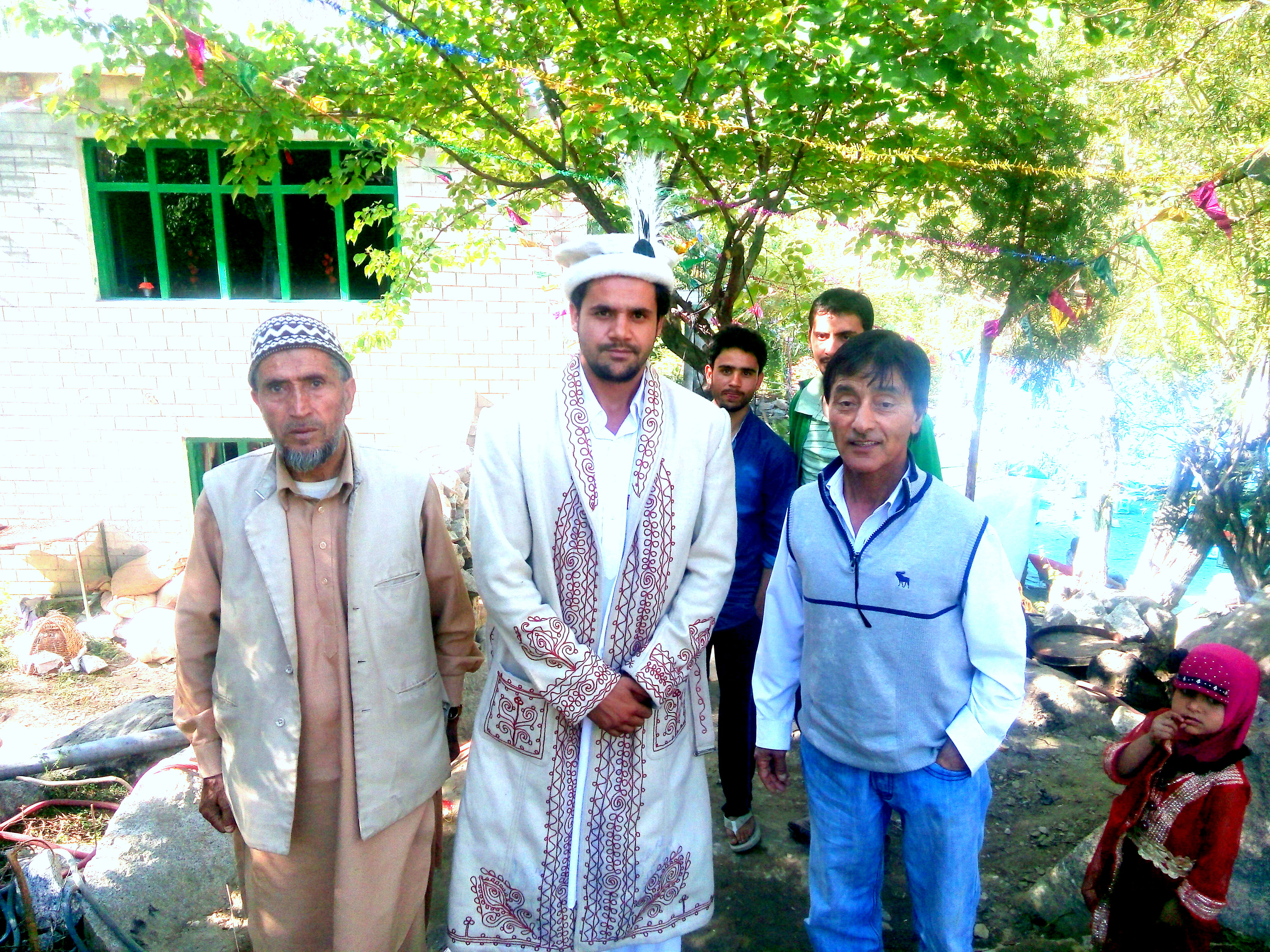

시나족(시나어: ݜݨیاٗ, Ṣiṇyaá)은 주로 파키스탄령 길기트-발티스탄과 인더스 코히스탄, 그리고 인도령 카슈미르 북부의 드라스 계곡과 키센강가 계곡(구레즈) 지역에 거주하는 인도-아리아계 민족언어 집단이다. 이들은 시나어(Shina)라는 인도아리아어를 사용하며, 지리적으로 이들이 주로 거주하는 영역을 셰나키(Shenaki)라고 부른다.

## 지리
파키스탄에서 "길기트족"(Gilgiti)으로도 알려진 시나족은 길기트-발티스탄의 주요 민족 집단이며, 시나어를 사용하는 인구는 약 600,000명으로 주로 길기트-발티스탄과 코히스탄에 분포하고 있다. 시나인 공동체에 속한 사람들은 인도 라다크의 카르길(Kargil) 지역 최북단에 있는 드라스(Dras)뿐만 아니라 파키스탄의 닐럼 계곡(Neelum Valley) 상류에도 정착했다. 많은 시나족들은 직업, 사업, 교육 목적으로 카라치와 이슬라마바드로 이주했으며 그들 중 많은 사람들이 도시에 영구적으로 정착했다.

## 역사
시나인은 역사적으로 힌두교나 불교를 믿었으나, 12세기부터 19세기까지 서서히 이슬람교로 개종하였다. 개종 이후에도 이들 사이에는 오랫동안 힌두교 풍습이 남아 19세기까지도 소를 부정하다고 여기거나 힌두교 화장 의식을 치렀다. 19세기 후반에는 대부분의 인구가 무슬림이 되었으며, 많은 시나족 카스트가 파슈툰화와 동반하여 이슬람으로 개종하였다. 다만 주로 브록파족에 속한 극소수의 집단은 불교와 힌두교를 아직도 믿고 있다.

## 같이 보기
- 시나어
- 길기트발티스탄